# Philippe Clerc
Philippe Clerc (* 24. Dezember 1946 in Port-Valais) ist ein ehemaliger Schweizer Leichtathlet, spezialisiert auf den Sprint. Nach dem Gewinn des Europameistertitels im 200-Meter-Lauf wurde er 1969 zum Schweizer Sportler des Jahres gewählt. Clerc startete für Stade Lausanne und heiratete die britische Leichtathletin Janet Simpson (1944–2010).

## Erfolge
- 1969: 1. Rang Leichtathletik-Europameisterschaften (200-Meter-Lauf); 3. Rang Leichtathletik-Europameisterschaften (100-Meter-Lauf)
- 1971: 5. Rang Leichtathletik-Europameisterschaften (200-Meter-Lauf)

## Persönliche Bestleistungen
- 100-Meter-Lauf: 10,2 s, 4. Juli 1969 in Zürich
- 200-Meter-Lauf: 20,3 s, 4. Juli 1969 in Zürich